# John Macleod
John Macleod, född 
6 september 1876 i Clunie i Perthshire, död 16 mars 1935 i Aberdeen, var en skotsk fysiolog. År 1923 erhöll han Nobelpriset i fysiologi eller medicin för upptäckten av insulin.

## Biografi
Macleod blev 1899 demonstrator i fysiologi vid London hospital, 1903 professor i Cleveland, Ohio, 1918 i Toronto, samt från 1928 i Aberdeen. Han bedrev uppmärksammade undersökningar angående kolhydratomsättningen, angående andningscentrum, dykarsjuka med mera men är mest känd genom de arbeten där han utvecklade Frederick G. Bantings upptäckt av insulinet, för vilka han tillsammans med denne erhöll Nobelpriset i fysiologi eller medicin 1923. Banting delade i sin tur sin del av priset med Charles Best.
Bland Macleods skrifter märks Diabetes, its pathological physiology (1913), Physiology an biochemistyr in modern medicine (1916, 6:e utgåvan 1930), Insulin (1925, tillsammans med W. R. Campbell) och Carbo-hydrate metabolism and insulin (1926).